# 埃斯坦
埃斯坦（法語：Estaing，法語發音：[ɛstɛ̃]）是法国阿韦龙省的一个市镇，属于罗德兹区。

## 地理
埃斯坦（44°33'19"N, 2°40'18"E）面积16.96 平方千米，位于法国奧克西塔尼大區阿韦龙省，该省份为法国南部内陆省份，位于法國中央高原南部，北起顺时针与康塔爾省、洛泽尔省、加尔省、埃罗省、塔恩省、塔恩-加龙省和洛特省接壤。
与埃斯坦接壤的市镇（或旧市镇、城区）包括：库比苏、戈利纳克、勒奈拉克、塞布拉扎克。

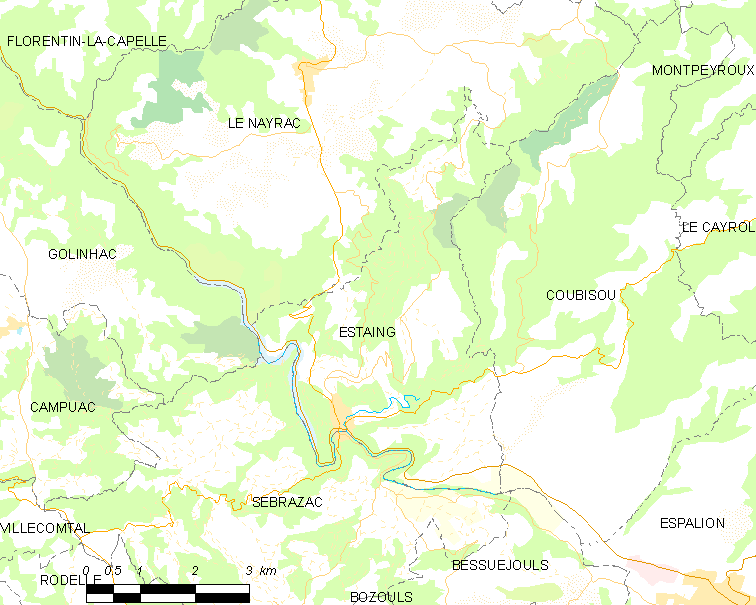
埃斯坦的OSM定位图

埃斯坦的时区为UTC+01:00、UTC+02:00（夏令时）。

## 行政
埃斯坦的邮政编码为12190，INSEE市镇编码为12098。

## 政治
埃斯坦所属的省级选区为洛特-特吕耶尔县。

## 人口

1962-2008年间埃斯坦人口变化图示

埃斯坦于2022年1月1日时的人口数量为507人。